# Oryctes rhinoceros
Oryctes rhinoceros (Linnaeus, 1758) è un coleottero appartenente alla famiglia degli Scarabeidi (sottofamiglia Dynastinae).

## Descrizione

### Adulto

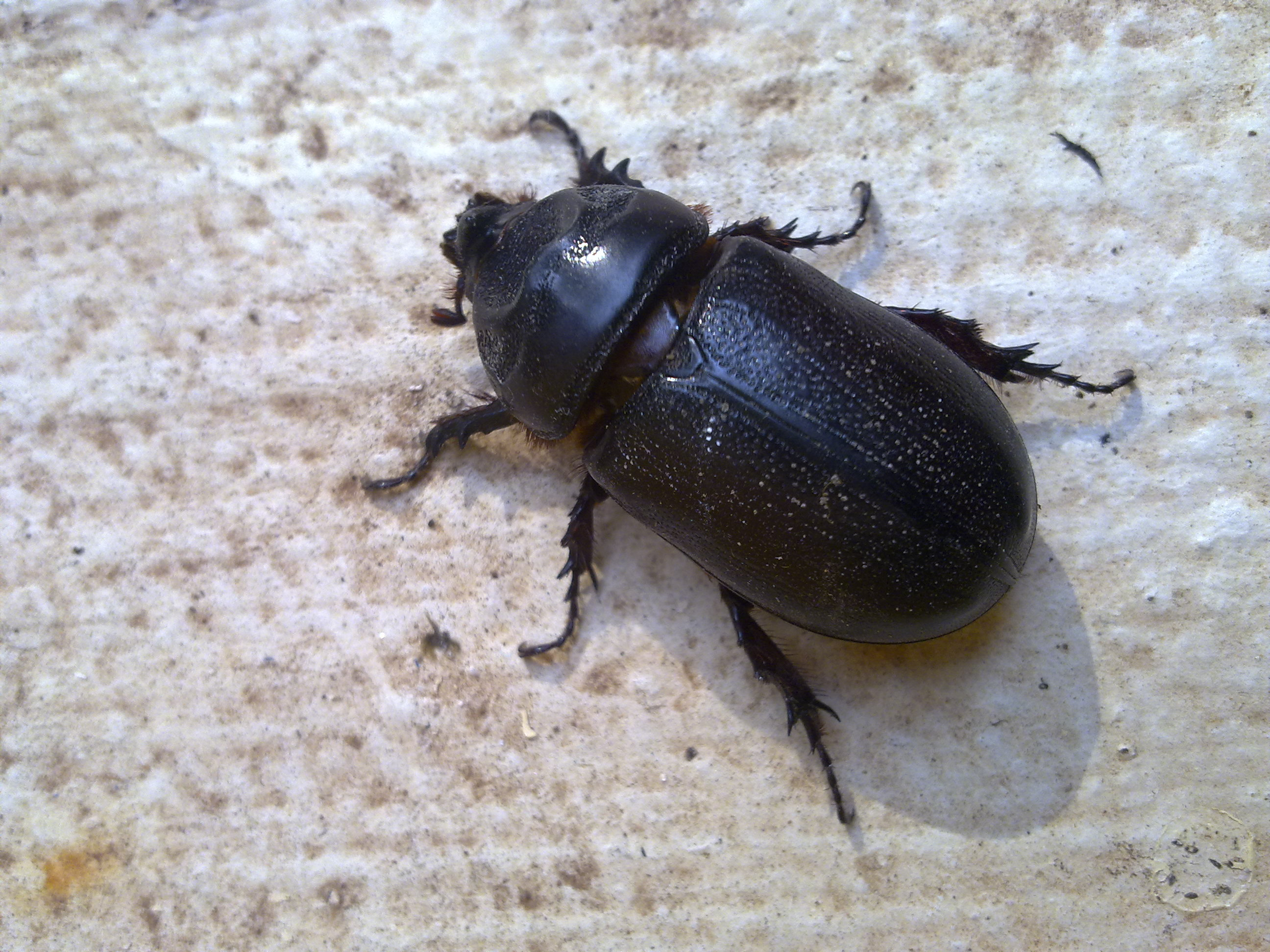
Esemplare femmina.

O. rhinoceros è uno scarabeide di grandi dimensioni, oscillando tra i 35 e i 50 mm di lunghezza. Presenta un corpo tarchiato e robusto, dal colore castano scuro. I maschi presentano un corno cefalico assente del tutto nelle femmine. Tale specie può essere facilmente confusa con la specie affine Oryctes gnu ma si può differenziare per via della presenza di due tubercoli presenti sulla cresta toracica di O. rhinoceros mentre 0. gnu ne ha tre.

### Larva
Le larve hanno l'aspetto di grossi "vermi" bianchi dalla forma a "C" che poco prima della trasformazione in pupa possono arrivare a misurare tra i 60 e i 100 mm di lunghezza.
Presentano il cranio sclerificato di colore arancione con antenne sottili e tre paia di zampe di media lunghezza, terminanti con una piccola "unghia"; lungo i fianchi presentano una serie di forellini chitinosi che permettono all'insetto di respirare nel terreno.

## Biologia

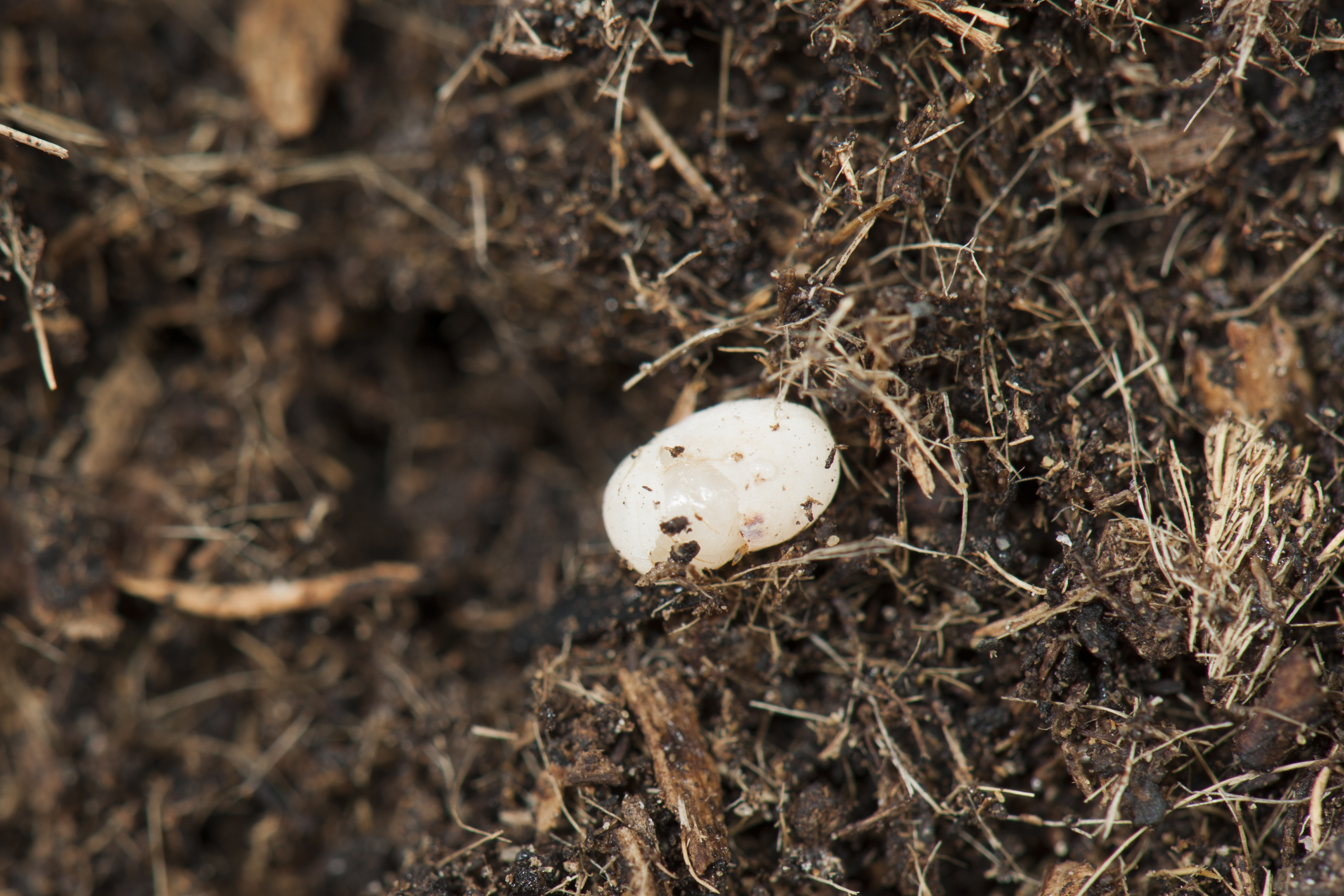
Uovo di O. rhinoceros.

Le femmine depongono le uova nella materia organica in decomposizione, nella segatura e nel legno marcio. Dopo 8-12 giorni le uova si schiudono e nascono le larve, queste possono impiegare da 80 a 200 giorni per compiere il loro sviluppo, durante il quale si nutrono di legno morto. Lo stadio larvale viene diviso in 3 fasi: L1 (che ha una durata compresa tra 10 e 21 giorni), L2 (12-21 giorni) e L3 (60-125 giorni). La variabilità della durata degli sviluppi larvali è probabilmente dovuta alle differenti condizioni climatiche e nutrizionali dell'ambiente. Alla fine dello stadio L3 la larva entra in uno stadio prepupalico dalla durata di 8-13 giorni, dopodiché entra nello stadio pupale che dura 17-30 giorni ed alla fine esce l'adulto. Gli adulti possono vivere fino a 6 mesi e si nutrono con il meristema delle palme da cocco, causando danni anche gravi alle colture.

### Nemici naturali
Le larve di O. rhinoceros possono essere danneggiate dal fungo entomopatogeno Metarhizium anisopliae. Anche il virus Oryctes rhinoceros nudivirus (OrNV) è un potenziale pericolo in quanto può attaccare sia gli stadi larvali che quelli adulti.

## Distribuzione
O. rhinoceros è originario del sud-est asiatico in un vasto areale compreso tra il Pakistan e le Filippine. È stato accidentalmente introdotto in Papua Nuova Guinea, nelle Isole Samoa occidentali e americane, Tonga, Figi, Mauritius e Isole Cocos.